# Vöhl
Vöhl es un municipio situado en el distrito de Waldeck-Frankenberg, en el estado federado de Hesse (Alemania). Su población estimada a finales de 2016 era de 5627 habitantes.
Se encuentra ubicado al noroeste del estado, cerca de la frontera con el estado de Renania del Norte-Westfalia.